# 米娅·布里西费尔特
米娅·布里西费尔特（丹麥語：Mia Blichfeldt，1997年8月19日—），丹麥女子羽毛球運動員，曾赢得2015年歐青賽女單冠軍和2019年歐洲運動會女單金牌。

## 簡歷

### 2013年-2014年 國際賽首冠及衛冕
2013年11月，米娅·布里西费尔特出战挪威羽毛球國際賽，在女单决赛以2比1（19-21、21-16、21-19）击败了赛会头号种子、俄罗斯的奥尔佳·戈洛瓦诺娃，夺得生涯首个国际赛冠军。2014年2月，米娅·布里西费尔特代表丹麥出戰在瑞士巴塞爾舉行的歐洲女子羽毛球團體錦標賽，助隊伍贏得冠軍。同年11月，她在挪威羽毛球國際賽女单决赛以2比0（21-18、21-17）击败了赛会头号种子、立陶宛的厄维尔·斯塔普赛蒂特，成功卫冕该项目冠军。

### 2015年-2016年 欧青赛女單奪冠、衛冕歐團賽
2015年3月，米娅·布里西费尔特代表丹麦参加波蘭盧賓举办的歐洲青年羽毛球錦標賽，助球队赢得混合團體季軍；此外，还拿得欧青赛女单冠军。同年5月，她出战斯洛文尼亞羽毛球國際賽，在女单决赛以1比2（21-17、17-21、12-21）不敌赛会2号种子、乌克兰的玛丽亚·乌利蒂娜，赢得亚军。同年9月，她出战波蘭羽毛球國際賽，在女单準决赛以1比2（15-21、21-13、16-21）不敌赛会4号种子、马来西亚的林秋仙。
2016年2月，米娅·布里西费尔特代表丹麦出战俄羅斯喀山舉行的歐洲女子羽毛球團體錦標賽，助國家隊贏得冠軍，卫冕二连冠隊伍。同年3月，她出战葡萄牙羽毛球國際賽，在女单决赛以2比0（21-12、21-14）击败了赛会3号种子、英格兰的克洛伊·比尔切，赢得冠军。同年4月，她出战荷蘭羽毛球國際賽，在女单準决赛以1比2（21-10、20-22、14-21）不敌德国华裔的李怡逢。同年6月，她出战西班牙羽毛球國際賽，在女单準决赛以0比2（12-21、9-21）不敌日本的峰步美。同年11月，她出战蘇格蘭羽毛球大獎賽，在女单準决赛以1比2（21-13、20-22、21-23）惜败于赛会6号种子、瑞士的萨布丽娜·贾奎特。

### 2017年-2018年 大獎賽夺银、歐團賽三連冠
2017年1月，米娅·布里西费尔特出战瑞典羽毛球國際賽，在女单决赛以2比0（21-19、21-16）击败了赛会6号种子、队友的索菲·霍尔姆伯·达尔，赢得冠军。同年2月，她代表丹麦参加波蘭盧賓舉行的歐洲羽毛球混合團體錦標賽，助國家隊贏得冠軍。同期2月，她出战奧地利羽毛球公開賽，在女单準决赛以0比2（17-21、18-21）不敌德国的法比耶娜·德普莱兹。同年6月，她出战西班牙羽毛球國際賽，在女单决赛以2比0（21-12、21-12）击败了赛会3号种子、俄罗斯的叶夫根尼娅·科泽茨卡亚，赢得冠军。同年8月，她參加蘇格蘭格拉斯哥舉行的世界羽毛球錦標賽，出戰女子單打項目。在首圈擊敗德國選手法比耶娜·德普莱兹後，她在第二圈以2比1打敗10號種子、日本的佐藤冴香晉級；但至第三圈面對3號種子、西班牙的卡罗列娜·马琳時，就以0比2（7-21、11-21）敗給對手，16強止步。同年11月，她出战蘇格蘭羽毛球大獎賽，在女单决赛以0比2（21-23、12-21）不敌赛会头号种子、苏格兰一姐的克里斯蒂·吉尔莫，赢得亚军。
2018年2月，米娅·布里西费尔特代表丹麦参加俄羅斯喀山举办的歐洲羽毛球女子團體錦標賽，助國家隊贏得冠軍，实现了三连冠隊伍。同年3月，她出战奧爾良羽毛球大師賽，在女单决赛以0比2（18-21、14-21）不敌日本新秀的齋藤栞，赢得亚军。同年4月，她代表丹麦参加西班牙韦尔瓦举办的歐洲羽毛球錦標賽，在女单準决赛以0比2（17-21、16-21）不敌赛会头号种子、奥运冠军的卡罗列娜·马琳，赢得欧锦赛季軍。同年8月，她出战西班牙羽毛球大師賽，在女单决赛以1比2（21-9、21-23、8-21）不敌日本前一姐的三谷美菜津，赢得亚军。

## 主要比賽成績
只列出曾進入準決賽的國際賽事成績：
| 年份   | 賽事                       | 公開賽級別 | 項目     | 成績   |
| ------ | -------------------------- | ---------- | -------- | ------ |
| 2013年 | 挪威羽毛球國際賽           | 國際系列賽 | 女子單打 | 冠軍   |
| 2014年 | 歐洲女子羽毛球團體錦標賽   | 其他       | 女子團體 | 冠軍   |
| 2014年 | 挪威羽毛球國際賽           | 國際系列賽 | 女子單打 | 冠軍   |
| 2015年 | 歐洲青年羽毛球錦標賽       | 其他       | 混合團體 | 季軍   |
| 2015年 | 歐洲青年羽毛球錦標賽       | 其他       | 女子單打 | 冠軍   |
| 2015年 | 斯洛文尼亞羽毛球國際賽     | 國際系列賽 | 女子單打 | 亞軍   |
| 2015年 | 波蘭羽毛球國際賽           | 國際系列賽 | 女子單打 | 準決賽 |
| 2016年 | 歐洲女子羽毛球團體錦標賽   | 其他       | 女子團體 | 冠軍   |
| 2016年 | 葡萄牙羽毛球國際賽         | 國際系列賽 | 女子單打 | 冠軍   |
| 2016年 | 荷蘭羽毛球國際賽           | 國際系列賽 | 女子單打 | 準決賽 |
| 2016年 | 西班牙羽毛球國際賽         | 國際挑戰賽 | 女子單打 | 準決賽 |
| 2016年 | 蘇格蘭羽毛球大獎賽         | 大獎賽     | 女子單打 | 準決賽 |
| 2017年 | 瑞典羽毛球國際賽           | 國際系列賽 | 女子單打 | 冠軍   |
| 2017年 | 歐洲羽毛球混合團體錦標賽   | 其他       | 混合團體 | 冠軍   |
| 2017年 | 奧地利羽毛球公開賽         | 國際挑戰賽 | 女子單打 | 準決賽 |
| 2017年 | 西班牙羽毛球國際賽         | 國際挑戰賽 | 女子單打 | 冠軍   |
| 2017年 | 蘇格蘭羽毛球大獎賽         | 大獎賽     | 女子單打 | 亞軍   |
| 2018年 | 歐洲羽毛球女子團體錦標賽   | 其他       | 女子團體 | 冠軍   |
| 2018年 | 奧爾良羽毛球大師賽         | 超級100賽  | 女子單打 | 亞軍   |
| 2018年 | 歐洲羽毛球錦標賽           | 其他       | 女子單打 | 季軍   |
| 2018年 | 西班牙羽毛球大師賽         | 超級300賽  | 女子單打 | 亞軍   |
| 2018年 | 荷蘭羽毛球公開賽           | 超級100賽  | 女子單打 | 冠軍   |
| 2019年 | 歐洲羽毛球混合團體錦標賽   | 其他       | 混合團體 | 冠軍   |
| 2019年 | 西班牙羽毛球大師賽         | 超級300賽  | 女子單打 | 冠軍   |
| 2019年 | 丹麥羽毛球國際賽           | 國際挑戰賽 | 女子單打 | 冠軍   |
| 2019年 | 歐洲運動會羽毛球比賽       | 其他       | 女子單打 | 金牌   |
| 2020年 | 歐洲羽毛球男女子團體錦標賽 | 其他       | 女子團體 | 冠軍   |
| 2020年 | YONEX泰國羽毛球公開賽      | 超級1000賽 | 女子單打 | 準決賽 |
| 2021年 | 歐洲羽毛球混合團體錦標賽   | 其他       | 混合團體 | 冠軍   |
| 2021年 | 瑞士羽毛球公開賽           | 超級300賽  | 女子單打 | 準決賽 |
| 2022年 | 歐洲羽毛球錦標賽           | 其他       | 女子單打 | 季軍   |
| 2022年 | 愛爾蘭羽毛球公開賽         | 國際挑戰賽 | 女子單打 | 準決賽 |
| 2023年 | 瑞士羽毛球公開賽           | 超級300賽  | 女子單打 | 亞軍   |
| 2023年 | 泰國羽毛球公開賽           | 超級500賽  | 女子單打 | 準決賽 |
| 2023年 | 歐洲運動會羽毛球比賽       | 其他       | 女子單打 | 銀牌   |
| 2024年 | 歐洲羽毛球男女子團體錦標賽 | 其他       | 女子團體 | 冠軍   |
| 2024年 | 德國羽毛球公開賽           | 超級300賽  | 女子單打 | 冠軍   |
| 2024年 | 海洛羽毛球公開賽           | 超級300賽  | 女子單打 | 冠軍   |
| 2025年 | 歐洲羽毛球混合團體錦標賽   | 其他       | 混合團體 | 冠軍   |
| 2025年 | 德國羽毛球公開賽           | 超級300賽  | 女子單打 | 準決賽 |

| 2007-2017年 | 首要超級賽 | 超級賽 | 黃金大獎賽 | 大獎賽 | 國際挑戰賽 | 國際系列賽 | 未來系列賽 | 其他 |

| 2018-2026年 | 總決賽 | 超級1000賽 | 超級750賽 | 超級500賽 | 超級300賽 | 超級100賽 | 國際挑戰賽 | 國際系列賽 | 未來系列賽 | 其他 |

### 奧運會和世錦賽參賽紀錄
|          | 2017 | 2018 | 2019 | 2020 | 2021 | 2022 | 2023 | 2024       |
| -------- | ---- | ---- | ---- | ---- | ---- | ---- | ---- | ---------- |
| 女子單打 | 16強 | 32強 | 8強  | 16強 | 16強 | 32強 | 16強 | 小組第二名 |

## 主要對賽紀錄
米娅·布里西费尔特與主要對手的對賽成績如下（只列出對賽三次或以上對手，截至2018年8月30日）：

| 對手                 | 對賽次數 | 對賽結果 | 對賽結果 | 總計 |
| 對手                 | 對賽次數 | 勝       | 負       | 總計 |
| -------------------- | -------- | -------- | -------- | ---- |
| 茱莉·达瓦尔·雅各布森 | 5        | 3        | 2        | +1   |
| 總計                 | 5        | 3        | 2        | +1   |

| 對手                  | 對賽次數 | 對賽結果 | 對賽結果 | 總計 |
| 對手                  | 對賽次數 | 勝       | 負       | 總計 |
| --------------------- | -------- | -------- | -------- | ---- |
| 克洛伊·比尔切         | 6        | 5        | 1        | +4   |
| 娜塔莉亚·佩米诺娃     | 5        | 5        | 0        | +5   |
| 克拉拉·阿蘇爾門迪     | 5        | 5        | 0        | +5   |
| 法比耶娜·德普莱兹     | 5        | 3        | 2        | +1   |
| 李佳馨                | 5        | 2        | 3        | -1   |
| 玛丽亚·乌利蒂娜       | 5        | 1        | 4        | -3   |
| 路易丝·海姆           | 4        | 4        | 0        | +4   |
| 李怡逢                | 4        | 3        | 1        | +2   |
| 比阿特丽斯·科拉莱斯   | 4        | 2        | 2        | 0    |
| 叶夫根尼娅·科泽茨卡亚 | 4        | 2        | 2        | 0    |
| 布桑兰·恩布鲁庞       | 4        | 1        | 3        | -2   |
| 丽迪娅·简·鲍威尔      | 3        | 3        | 0        | +3   |
| Fontaine Mica WRIGHT  | 3        | 3        | 0        | +3   |
| 盖尔·马胡利特         | 3        | 2        | 1        | +1   |
| 山口茜                | 3        | 0        | 3        | -3   |
| 吳堇溦                | 3        | 0        | 3        | -3   |
| 其他選手              | 214      | 145      | 69       | 76   |
| 總計                  | 219      | 148      | 71       | 77   |